# Microlinyphia sterilis
Microlinyphia sterilis là một loài nhện trong họ Linyphiidae.
Loài này thuộc chi Microlinyphia. Microlinyphia sterilis được miêu tả năm 1883 bởi Pavesi.